# Aleksander Lewandowski (ur. 2000)
Aleksander Lewandowski (ur. 30 września 2000 w Radomiu) – polski koszykarz, występujący na pozycji niskiego skrzydłowego, od 2023 zawodnik Zastalu Enea BC Zielona Góra.
27 lipca 2019 zawarł kolejną umowę z HydroTruckiem Radom.
Zajął ósme miejsce w plebiscycie na najpopularniejszego sportowca Radomskich Gwiazd Sportu 2021.
25 maja 2022 został zawodnikiem Enea Abramczyk Astorii Bydgoszcz. 26 lipca 2023 został zawodnikiem Zastalu Enea BC Zielona Góra.
Jego ojciec Przemysław również był koszykarzem.

## Osiągnięcia
Stan na 16 stycznia 2024.

### Drużynowe
Młodzieżowe
- Brązowy medalista mistrzostrw Polski juniorów (2018)[6]

### Indywidualne
- Lider strzelców mistrzostrw Polski juniorów (2018)[6]

### Reprezentacja
- Uczestnik mistrzostw Europy:
  - U–20 (2019 – 14. miejsce)
  - U–18 dywizji B (2018 – 12. miejsce)